# حسن علي بك
ٱلسُّلْطَانُ ٱبْنُ ٱلسُّلْطَانُ حَسَن عَلِيُّ بَكْ بْنُ مُظَفَّرِ ٱلدِّينِ جَهَانْشَاهْ قَرَهْ قُوْيُونْلُو (بالفارسيَّة: سلطان پسر سلطان میرزا حسن علی بیگ بن مظفرالدین جهان‌شاه قره‌قویونلو، وبالأذريَّة القديمة: سولطان اوغلو سولطان میرزا حسن علی بیگ ابن مظفر الدین جهانشاه قاراقویونلو، وبالأذريَّة المُعاصرة: Həsənəli bəy Qaraqoyunlu) (وفاتُه في ق. 872هـ المُوافق فيه 1468م ) المعروف اختصارًا بـ«حسن علي بك» أو «السلطان حسن علي» أو «حسن علي ميرزا»، هو من سلاطين قره قويونلو وقد دانت له السَّلطنة في الاتحاديَّة التُركمانية عقب اغتيال أبيه السُّلطان جهانشاه الحقيقي؛ وقد حكم بلاد آبائه من سنة 872هـ المُوافقة لِسنة 1467م حتى مقتله سنة 873هـ المُوافقة لِسنة 1468م. رام استعادة مُلك الدولة القره‌قويونلويَّة في جنوب أذربيجان لكن مقتله حال دون تحقيق مُراده.

## انظُر أيضًا
- ميرزا يوسف
- قره قويونلو